# Humberto Lay Sun
 (mars 2017).
Si vous disposez d'ouvrages ou d'articles de référence ou si vous connaissez des sites web de qualité traitant du thème abordé ici, merci de compléter l'article en donnant les références utiles à sa vérifiabilité et en les liant à la section « Notes et références ».
Humberto Lay Sun (Lima, 25 septembre 1934 - ) est un architecte et homme politique péruvien. Il est également pasteur chrétien évangélique  charismatique, fondateur de l'Église Biblique Emmanuel. 

## Biographie
Humberto Lay Sun est né au Pérou en 1934 de parents chinois. Humberto Lay Sun a étudié à l'Universidad Nacional de Ingeniería (UNI) et est licencié en architecture. Il travaille comme architecte avant sa conversion à l'évangélisme. En 1987, il fonde l'Église Biblique Emmanuel à San Isidro, une église chrétienne évangélique néo-charismatique. 
En avril et en juillet 2001 il est invité par le gouvernement de transition du président Valentín Paniagua à participer au Groupe d'Initiative Nationale anticorruption. Puis le président Alejandro Toledo le nomme membre de la Commission de la Vérité et de la Réconciliation Nationale (2000-2003), chargée d'enquêter sur les crimes commis dans la lutte entre le pouvoir et la rébellion du Sentier lumineux dans les années 1980 et au début des années 1990.
En 2005, il fonde le parti politique Restauración Nacional, qui est reconnu comme parti politique par le Jury National des Elections (JNE), malgré l'interdiction faite aux groupes confessionnels de faire de la politique.
Humberto Lay Sun participe avec son parti aux élections générales péruviennes de 2006. Candidat à la présidence, il obtient 4,379 % des votes exprimés, tandis que son parti obtient 2 sièges au Congrès.